# Werchneje Kuito
Werchneje Kuito (russisch Верхнее Куйто „Oberer Kuito“, finnisch Ylä-Kuittijärvi) ist ein
See in der Republik Karelien im Nordwesten Russlands.
Er ist der westlichste und am höchsten gelegene See im Dreiseensystem Kuito.
Der See hat eine Fläche von 197,6 km².
Die Seelänge beträgt 42 km, die maximale Seebreite 19,6 km.
Die Seehöhe liegt bei 102,7 m.